# Problema do macaco e das bananas
O problema do macaco e das bananas é um famoso problema brinquedo em inteligência artificial, particularmente em programação lógica e planejamento.

## Formulação do problema
Um macaco está em um quarto. Suspenso no teto está uma penca de bananas, além do alcance do macaco. No canto da sala está uma caixa. Como o macaco pode obter as bananas?
A solução é que o macaco deve empurrar a caixa bem abaixo das bananas, e, em seguida, ficar em cima da caixa, e depois pegar as bananas. No entanto, descobrir isso requer um algoritmo de planejamento.
Em outras variações do problema, no lugar da caixa, o macaco deve alcançar as bananas com uma cadeira e uma vara que se encontram no quarto. Em uma outra variação, as bananas estão em um baú e o macaco deve abrir o baú com uma chave.

## Propósito do problema
Existem muitas aplicações deste problema. Um deles é como um problema brinquedo para ciência da computação. Notavelmente em linguagens voltadas à resolução de problemas em inteligência artificial como a Prolog.   
Outra finalidade possível do problema é levantar a questão: são macacos inteligentes? Ambos humanos e macacos têm a capacidade de usar mapas mentais para lembrar coisas como onde ir para encontrar um abrigo, ou a forma de evitar o perigo. Eles também podem se lembrar para onde ir para obter comida e água, bem como a forma de comunicar-se uns com os outros. Os macacos têm a capacidade não só de lembrar como caçar, e recolher, mas a habilidade de aprender coisas novas, como é o caso com o macaco e as bananas: apesar do fato de que o macaco pode nunca ter estado em situação idêntica, com os mesmos artefatos em mãos, um macaco é capaz de concluir que é necessário mover a caixa no chão, posicioná-la abaixo das bananas, e escalar a caixa para alcançá-las.
O grau em que tais habilidades devem ser atribuídas ao instinto ou à aprendizagem é uma questão de debate. 